# LHA
LHA és un programa freeware de compressió de dades, així com el nom de l'extensió del format d'arxiu associat.
Va ser creat en 1988 per Haruyasu Yoshizaki (吉崎栄泰, Yoshizaki Haruyasu), i anomenat originalment com a LHarc. Una versió totalment refeta de LHarc, anomenada LHx, fou llançada amb el nom de LH. Posteriorment va ser reanomenada com a LHA per a evitar el conflicte de noms amb la nova utilitat LH ("load high") del MS-DOS 5.
Actualment el seu ús està molt restringit, excepte al Japó, on encara hui continua utilitzant-se.
LHA va ser usat per id Software per a comprimir els arxius d'instal·lació dels seus primers jocs, com per exemple Doom. LHA ha estat portat a molts sistemes operatius, i és el principal format de compressió als ordinadors Amiga, gràcies principalment a la seua utilització a Aminet, el major repositori de programari per a Amiga. Aminet va utilitzar una implementació de LHA per a Amiga realitzada per Stefan Boberg.
Microsoft ha llançat un afegit per a Windows XP que permet obrir els arxius LHA com si foren carpetes (de la mateixa manera que Windows XP fa amb els arxius ZIP). Aquest afegit ha sigut llançat únicament per al mercat japonés.